# 魯貝利海崖
70°26′S 72°27′E / 70.433°S 72.450°E
魯貝利海崖（英語：Rubeli Bluff）是南極洲的海崖，位於麥克羅伯特森地，處於阿梅里冰架東側，澳大利亞探險隊在該處設立考察站，現時由南極條約體系管理。